# Ester Plicková
PhDr. Ester Plicková, CSc. (2. července 1928, Bratislava – 1. prosince 2011, Bratislava) byla slovenská etnografka a umělecká fotografka.

## Životopis
V letech 1952–1955 pracovala ve Slovenském národním muzeu (tehdy Slovenské vlastivědné muzeum). Od roku 1955 až do odchodu do důchodu v roce 1989 byla vědeckou pracovnicí národopisného ústavu, později Ústavu etnologie Slovenské akademie věd.
Zabývala se výzkumem lidového výtvarného projevu, zejména lidového hrnčířství. Kandidátskou disertační práci Pozdišovské hrnčířství obhájila roku 1961. Výsledky svých výzkumů publikovala také v knižních monografiích Pozdišovské hrnčiarstvo (1959) a Malované salaše (1982), Krása hlíny (1996), v desítkách vědeckých studií a odborných článků, kolektivních pracích a syntéze. Zvláštní část její práce představuje zpřístupňování lidového výtvarného umění prostřednictvím výstav a popularizace lidové kultury v tisku.
Ester Plicková se věnovala i umělecké fotografii. Ze své fotografické tvorby sestavila obrazové publikace Banská Štiavnica (1957, 1973, 1982), Dunaj v Československu (1965), Jadran (1980) a další.
Patřila do známé rodiny Plickových. Její otec byl historik Vladimír Plicka a strýc fotograf a filmař Karel Plicka.
Za vědecko-výzkumnou práci v oblasti etnologie a za popularizaci znalostí o lidové kultuře jí předsednictvo SAV udělilo v roce 1988 Zlatou medaili Ľudovíta Štúra.
Na spolupráci se strýcem Karolem Plickou vzpomíná takto:
Mala som osemnásť a počas prázdnin som sprevádzala strýka pri fotografovaní Bratislavy a jej okolia. Bola to pre mňa ozajstná vysoká škola fotokumštu i s jeho nevyhnutnými praktickými základmi. Horlivo som pomáhala nosiť ťažké statívy, veľké kabely napratané aparátmi podivuhodnej konštrukcie, vymeniteľnými objektívmi, farebnými filtrami, slnečnými clonami…

Merala som a nastavovala expozičné časy, zapisovala všetky údaje, viedla denník. Komplikovaný technický výstroj sme si pokojne, bez obáv rozložili kdekoľvek, i na zemi na textilnej podložke. Kým sme trpezlivo čakali na najvhodnejšie plastické osvetlenie architektúry, mnohí známi, ktorí išli okolo, nás srdečne zdravili.

Bolo to po skončení vojny, vtedy začal pracovať na veľkoformátovom diele Slovensko vo fotografii. Pre mňa bolo objavné, ako veľký majster fotografie hľadá a vyberá motív, ako pristupuje k jeho precítenému premietnutiu na matnicu aparátu. Postupne som vnikala do tajomstva priebehu tvorby fotografického obrazu. Neraz sme sa za nevšednými zábermi štverali na neprístupné miesta vysoko do povál alebo podkrovných bytov, odkiaľ sme videli vskutku neznámu tvár mesta. Rada som s ním cestovala aj mimo Bratislavy. V mnohých oblastiach vidieka bola ešte v plnom rozkvete tradičná ľudová kultúra, súčasť každodenného života. Vznikla z toho kniha Slovensko vo fotografii Karla Plicku s úvodným slovom Laca Novomeského.